# 握山
握山是位于中国广东省广州市白云区同和街道的一个自然村。属握山社区管辖。因村后背靠白云山孖髻岭，握住进山通途而得名握山村。2015年时，户籍人口963人，非户籍外来人口3.5万人。

## 交通

### 地铁
- █广州地铁3号线：同和站